# 암리타 푸리
암리타 푸리(Amrita Puri, 1983년 8월 20일 ~ )는 인도의 배우이다.